# Jakub Heidenreich
Jakub Heidenreich (Mohelnice, 27 aprile 1989) è un calciatore ceco, difensore del Mohelnice.